# منوچهر دقتی
منوچهر دقتی (زادهٔ  ۱۳۳۳ در ارومیه) عکاس خبری ایرانی-فرانسوی است.

## زندگی حرفه‌ای
منوچهر دقتی پس از ۳ سال تحصیل در مدرسه سینمای رم در تابستان ۱۳۵۷ به ایران بازگشت و کار خود را با عکسبرداری از انقلاب ۱۳۵۷ ایران آغاز کرد.
منوچهر دقتی یکی از مطرح ترین عکاسان ایرانی در سطح جهان است. او با آژانس‌های خبری و بنگاه‌های عکاسی سرشناسی از جمله خبرگزاری فرانسه، سیپا پرس، بلک استار، نیوزویک، تایم، لایف، و پاری مچ همکاری کرده است. منوچهر دقتی بین سال‌های ۱۹۸۶ تا ۱۹۹۶ (میلادی) به عنوان مدیر بخش عکس خبرگزاری فرانسه در آمریکای مرکزی، قاهره، و اورشلیم فعالیت ‌کرده است. در سال ۱۹۹۶ هنگام پوشش خبری ِ درگیری‌های نظامی اسرائیل و فلسطینیان در رام‌الله بر اثر گلوله تک‌تیرانداز اسرائیلی به زانویش زخمی شد و مدت ۱۸ماه در بیمارستانی در پاریس بستری بود. وی دوباره در سال ۲۰۰۰ (میلادی) زمانی که برای خبرگزاری فرانسه در پاریس، رویدادهای خبری داخلی و جهانی را پوشش می‌داد، هنگام بازدید ژاک شیراک از فلسطین زخمی شد.
منوچهر دقتی در سال ۲۰۰۱ (میلادی) پس از حمله آمریکا به افغانستان و سقوط طالبان با همراهی رضا دقتی مؤسسه آموزشی عکاسی خبری آینه را در افغانستان بنیاد نهاد.
منوچهر دقتی در کلاس‌های آموزشی ورلد پرس فوتو در آمستردام تدریس کرده است.
منوچهر دقتی با کاوه گلستان و آلفرد یعقوب‌زاده، همکاری نزدیک داشته است.

## جوایز
منوچهر دقتی تاکنون چندین جایزه‌ی معتبر بین‌المللی عکاسی از جمله جایزه معروف ورلد پرس فوتو را در سال‌های ۱۹۸۳ و ۱۹۸۶ به‌ خود اختصاص داده است.
- ۱۹۸۳: جایزه نخست ورلد پرس فوتو
- ۱۹۸۶: جایزه سوم ورلد پرس فوتو